# Œdicnème bistrié
Hesperoburhinus bistriatus
Espèce
Synonymes
- Burhinus bistriatus

Statut de conservation UICN

 LC  : Préoccupation mineure
Statut CITES
L'Œdicnème bistrié (Hesperoburhinus bistriatus , anciennement Burhinus bistriatus) est une espèce d'oiseaux limicoles de la famille des Burhinidae.

## Description
Cet oiseau mesure environ 50 cm de longueur. Son plumage est brun gris barré et rayé de sombre.

## Habitat
Cet oiseau fréquente les savanes sèches avec des buissons.

## Comportement
Cet oiseau est essentiellement nocturne.

## Répartition et sous-espèces
D'après la classification de référence (version 14.1, 2024) de l'Union internationale des ornithologues, l'Œdicnème bistrié possède 4 sous-espèces (ordre philogénique) :
- Hesperoburhinus bistriatus bistriatus (Wagler, 1829) : du Sud du Mexique au Nord-Ouest du Costa Rica ;
- Hesperoburhinus bistriatus dominicensis (Cory, 1883) : Hispaniola ;
- Hesperoburhinus bistriatus vocifer (L'Herminier, 1837) : Venezuela, Guyana et Nord du Brézil ;
- Hesperoburhinus bistriatus. pediacus Wetmore & Borrero, 1964 : Nord de la Colombie.